# Garcinia bicolorata
Garcinia bicolorata är en tvåhjärtbladig växtart som beskrevs av Adolph Daniel Edward Elmer. Garcinia bicolorata ingår i släktet Garcinia och familjen Clusiaceae. Inga underarter finns listade i Catalogue of Life.